# Paracrangonyx winterbourni
Paracrangonyx winterbourni is een vlokreeftensoort uit de familie van de Paracrangonyctidae. De wetenschappelijke naam van de soort is voor het eerst geldig gepubliceerd in 2001 door Fenwick.